# Gau de Cologne-Aix-la-Chapelle

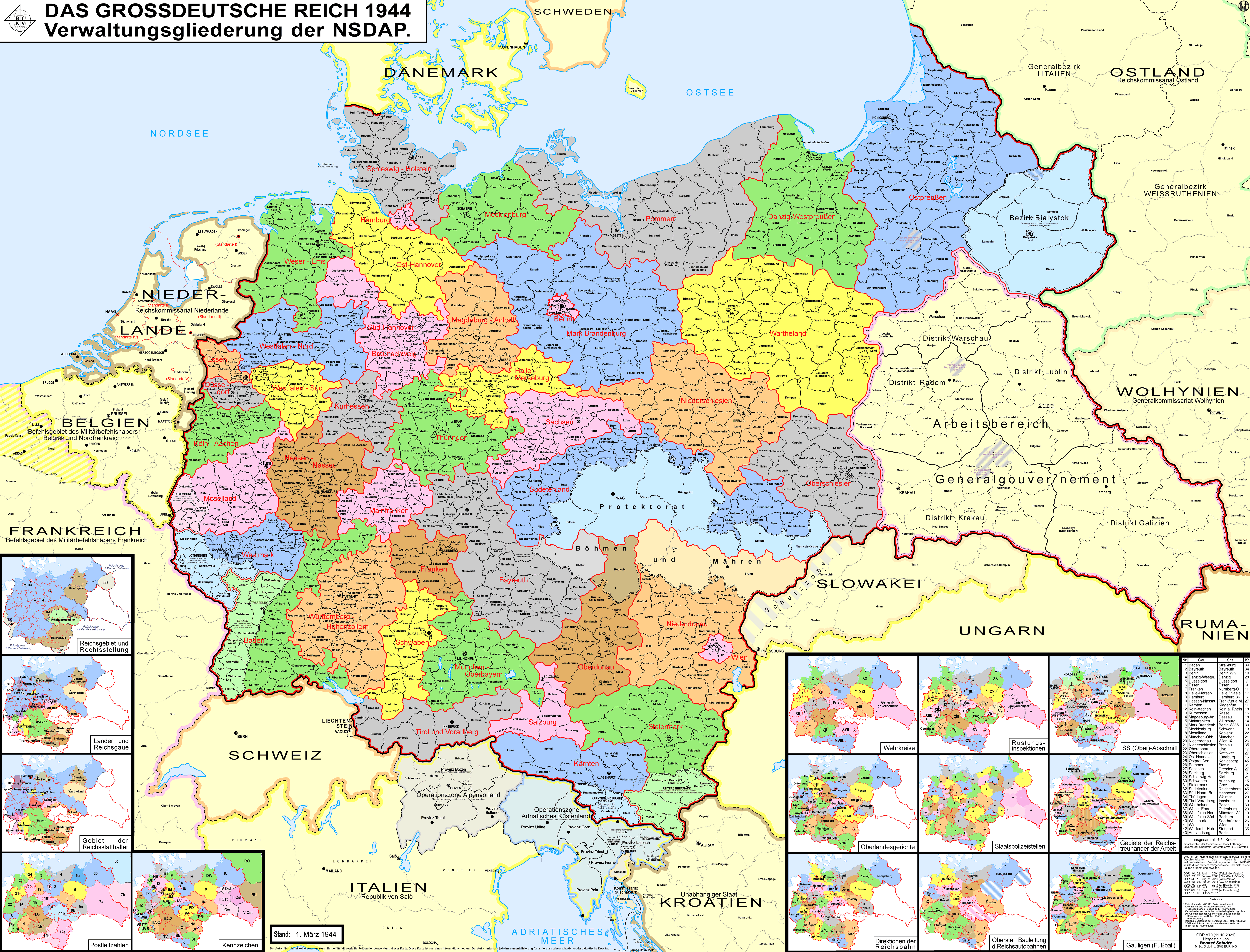
Les Gaue du NSDAP au sein du IIIe Reich en 1944. Le Gau Köln-Aachen est à gauche et en vert, à la frontière avec la Belgique.

Le Gau Köln-Aachen, c’est-à-dire Gau ("pays") de Cologne-Aachen, était une subdivision administrative du Parti nazi (NSDAP) mise en place en 1940 par le régime nazi. Il comprenait des territoires de l'actuelle Rhénanie-Westphalie dans les régions de Cologne (Köln) et Aix-la-Chapelle (Aachen), mais aussi certains territoires essentiellement germanophones de l'est de la Belgique, connus actuellement sous le nom de Cantons de l'Est, dont les localités d'Eupen, Saint-Vith et Malmedy. Sa capitale était Cologne.